# Matteo da Perugia

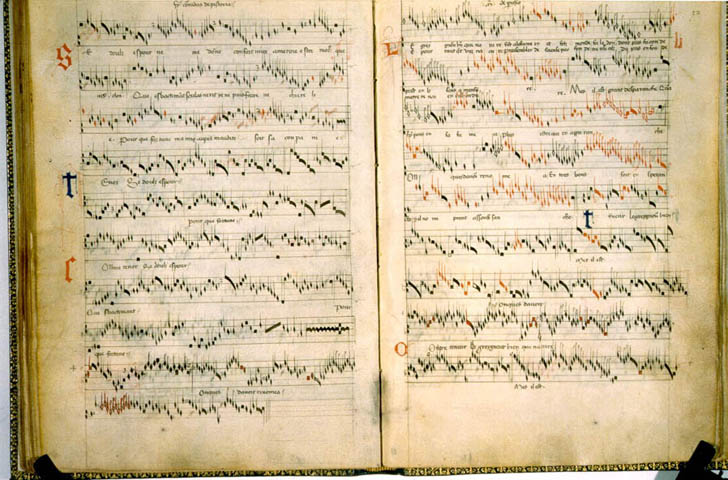
Matteo da Perugia - Le greygnour bien- facsimile.

Matteo da Perugia (Perugia, metà XIV secolo – Milano, prima del 1418) è stato un compositore medioevale italiano.

## Biografia
Matteo da Perugia è considerato il primo magister a cantu documentato, che fu a servizio del Duomo di Milano (1402-1407); il suo ufficio comprendeva anche quello di cantore (biscantor o discantor) e maestro per tre fanciulli scelti dall'autorità ecclesiastica della cattedrale. Fu rieletto a Milano dal 1414 a ottobre del 1416, ma dopo questa data terminano i pagamenti a suo nome e si perdono notizie sul suo conto.
Poco si conosce della vita e formazione; nacque forse a Perugia nella seconda metà del Trecento. Willi Apel asserì che fu il più grande compositore della sua generazione. Probabilmente studiò in Francia. Matteo appartiene alla terza e ultima generazione dei musicisti dell'Ars nova italiana il cui stile è largamente influenzato da quello francese.
Compose musica nello stile dell'ars subtilior; la sua produzione è prevalentemente profana, comprendendo virelai, ballate e rondeau, ma anche alcuni Gloria e due mottetti isoritmici. Quasi tutta la musica di Matteo da Perugia è contenuta nel codice di Modena α.M.5.24.
Ebbe molta importanza la sua amicizia con Pietro Filargis, detto Pietro di Candia, prima arcivescovo di Milano e successivamente eletto papa al Concilio (non ecumenico) di Pisa con il nome di Alessandro V, carica simultanea al pontificato di Gregorio XII.